# Flying Blue
Flying Blue è programma di marketing pubblicitario di tipo frequent flyer gestito dal gruppo Air France-KLM.
A scopo di incentivare i passeggeri alla fidelizzazione attribuisce un numero di punti/miglia per ogni viaggio effettuato con le compagnie aeree del gruppo. Raggiunto un certo numero di Miglia si possono richiedere vari "premi" sotto forma di sconti sui voli o per altri servizi aggiuntivi a pagamento.
Il programma Flying Blue nasce il 6 giugno del 2005 attraverso l'unificazione dei programmi Fréquence Plus (di Air France) e Flying Dutchman (di KLM).
Flying Blue è il programma frequent flyer di altre compagnie: Aircalin, Kenya Airways e TAROM, e di altre compagnie associate al gruppo Air France-KLM: Air Corsica e Twin Jet.
| Flying Blue | SkyTeam    |
| ----------- | ---------- |
| Silver      | Elite      |
| Gold        | Elite Plus |
| Platinum    | Elite Plus |